# زنجية (لوحة)
زنجية هي لوحة زيتية للرسامة البولندية آنا بيلينسكا.سرقت اللوحة من المتحف الوطني في وارسو أثناء الحرب العالمية الثانية وظلت مفقودة حتى ظهرت في مزاد علني في عام 2011 وتم اعادتها للمتحف في 2012.